# Finn lapphund
A finn lapphund (finnül: Suomenlapinkoira) egy őrző és terelő kutyafajta.
Magyarországon kevéssé ismert, pedig ideális családi kutya is válhat belőle. Nem jellemző rá az elszökdösés, viszont használati jellegéből adódóan nagyobb a mozgásigénye, nem szívesen heverészik egész nap a lakásban. Inkább családi házas tartás lehet megfelelő számára.

## Teste
A finn lapphund erőteljes testének hossza valamivel nagyobb, mint a magassága. Háta erős és vízszintes a farka kissé lejtős. Farka magasan tűzött, nem túl hosszú, és amikor figyel, a kutya a hátára görbíti. Mellkasa mély, hasa enyhén felhúzott. Lábai egyenesek, mérsékelten kirajzolódó ízületekkel és erős csontokkal. Mancsai ovális alakúak, szorosan zárt ujjakkal rajta a farkaskarom nemkívánatos. Nyaka közepesen hosszú és izmos.

## Feje
Meglehetősen széles, jól fejlett, nem túl karcsú arcorri résszel. A stop határozott. Ajkai szorosan zárnak, az orrnyerge egyenes. Fülei háromszögletűek és eléggé messze ülnek egymástól, felállóak, de részben felálló fül is megengedett. Szemei ovális alakúak. A fajta harapása ollószerű. A kanok marmagassága 46–52 cm, a szukáké 41–47 cm. A szőrzete dús, hosszú, érdes tapintású és egyenes szálú, de az aljszőrzet puha, sűrű és tömött. A lábak elülső oldalán, valamint a pofán rövidebb szőr nő, a farkon, a lábak felső részén és a nyakon pedig hosszabb. A kannak jól fejlett gallérja van. Minden szín megengedett, de az alapszínnek mindig dominálnia kell. A fekete alapon cserbarna vagy ezüstfehér rajzolatú kutyák a gyakoribbak.

## Jelleme
Kiegyensúlyozott, barátságos, vidám és társkedvelő kutya. Nagyon értelmes, szívesen tanul és dolgozik, hogy gazdája kedvében járjon. Mozgékony és energikus, de nem szilaj, eléggé szívós és bátor, s általában igénytelen is. Ez a kutya odaadó, kedves és szelíd természetű társ.

## Társas viselkedése
Természeténél fogva nagyon kedveli a társaságot. Általában igen jól érzi magát gyerekek között és rendszerint sok mindent eltűr tőlük. A házi- és haszonállatokkal való kapcsolata is problémamentes szokott lenni. Éber kutya abban a tekintetben, hogy a látogatók érkezését ugatással jelzi, de egyébként túl szelíd ahhoz, hogy megvédje a házat.

## Általános gondozási tudnivalók
E fajta szőrzete nem sok figyelmet igényel, mivel jellegéből adódóan ritkán gubancolódik. A zuhanyozás vagy az úszás után eléggé gyorsan meg is szárad. A vedlési időszakban az aljszőrzet java kihullik, ezért ilyenkor szinte naponta kell fésülni. Az elhalt és kilazult szőrszálak kiszedéséhez ritkás, fémfogú fésű használata ajánlott. A karmait röviden kell tartani.
A suomenlapinkoira tanítása viszonylag egyszerű feladat. Nagyon értelmes kutya, amely szeret tanulni, és általában örömmel teljesíti a parancsokat. Szelíd módszerekkel is remekül nevelhető - de ez nem azt jelenti, hogy nem kell következetesnek lenni. Büntetés alkalmazására általában nincs szükség. A legjobb eredmények vidám hangú parancsokkal és sok dicsérettel érhetők el.
Elég sok mozgásra van szüksége, nem érzi jól magát, ha egész nap csak a kandalló előtt kell hevernie. Szőrzete kiváló védelmet nyújt az időjárás viszontagságaival, amikor lehetőséget kap a póráz nélküli mozgásra, futkosásra. Ha a gazdának jó a kapcsolata a kutyájával, akkor nem kell attól tartania, hogy elszökik, mivel nem jellemző rá.

## Alkalmazásai
Származási helyén ma is gyakran használják munkakutyaként és gyakori résztvevője a juhászkutyaversenyeknek.